# 久地村
久地村（くちむら）は、広島県安佐郡にあった村。現在の広島市安佐北区の一部にあたる。

## 地理
吉山川流域の山間部に位置していた。

## 歴史
- 1889年（明治22年）4月1日、町村制の施行により、沼田郡久地村が単独で村制施行し、久地村が発足[1][2]。
- 1898年（明治31年）10月1日、郡の統合により安佐郡に所属[1][2]。
- 1925年（大正14年）間野平発電所（水路式、宇賀ダム）建設[2]。
- 1955年（昭和30年）3月31日、安佐郡鈴張村、飯室村、小河内村、日浦村と合併し、町制施行し安佐町を新設して廃止された[1][2]。

## 産業
- 農業[2]

## 交通

### 乗合バス
- 1935年（昭和10年）頃、久地自動車が広島～水内間、広島～吉坂間に乗合バス運行[2]。